# Yugoslavia en los Juegos Paralímpicos de Geilo 1980
Yugoslavia estuvo representada en los Juegos Paralímpicos de Geilo 1980 por nueve deportistas masculinos. El equipo paralímpico yugoslavo no obtuvo ninguna medalla en estos Juegos.